# Erwin Braun (Industrieller)
Erwin Braun (* 29. August 1921 in Frankfurt am Main; † 27. Juni 1992 in Sarnen) war ein deutscher Unternehmer. Er war der älteste Sohn von Max Braun (1890–1951), dem Firmengründer der Firma Braun.

## Leben
Erwin Braun wurde als Sohn von Max Braun und Mathilde Braun geb. Göttelmann geboren. Er ist der ältere Bruder von Artur Braun (1925–2013) und der Vater von Karl Walter und Werner Braun.
Ab 1932 besuchte Braun die Liebig-Oberrealschule in Frankfurt am Main und machte dort 1939 Abitur. Danach war er Soldat bei der Panzernachrichtentruppe, zuletzt Leutnant und Lehrer für physikalische Grundlagen und Nachrichtentechnik an der Heeres- und Luftwaffennachrichtenschule in Halle (Saale). Im Januar 1945 heiratete er Erika Ludwig und kam am 25. Mai 1945 aus dem Krieg zurück nach Frankfurt, wo er an der Johann Wolfgang Goethe-Universität von 1946 bis 1949 Betriebswirtschaft studierte. 
Nach dem plötzlichen Tod seines Vaters übernahm 1951 Erwin Braun zusammen mit seinem vier Jahre jüngeren Bruder Artur Braun die Firmenleitung. Beide schufen mit ihren Mitarbeitern ein Weltunternehmen mit zuletzt 5700 Beschäftigten und 245 Millionen DM Umsatz. 1967 verkauften sie das Unternehmen für 200 Millionen DM an das US-Unternehmen The Gillette Company, die 2005 von dem US-Konzern Procter & Gamble übernommen wurde.
Erwin Braun zog sich auf seinen Bauernhof bei Luzern zurück und unterstützte die Entwicklung der Medizintechnik. Er ist der Stifter der „Dr. med. h.c. Erwin Braun Stiftung, Basel“, die u. a. alle drei Jahre einen Stiftungspreis, den „Erwin-Braun-Preis“, vergibt.
Im Jahr 1969 erhielt Erwin Braun die Ehrenmitgliedschaft im Verband Deutscher Industrie-Designer (VDID) für „seine Verdienste um das Industrial-Design“.

## Technische Entwicklungen
Braun beschäftigte sich mit der Weiterentwicklung der Sauerstofftherapie bei leichtem Überdruck. 1986 kam es zur Realisation einer mobilen Druckkammer. Darüber hinaus beschäftigte er sich mit Modifikationen an zur Wärmebehandlung eingesetzten Infrarot-Strahlern.

## Unternehmungen der Söhne
Erwin Brauns Sohn Werner Braun pflegte in der Schweiz den wissenschaftlichen Nachlass seines Vaters. Im badischen Müllheim produzierte Brauns Hydrosun Medizintechnik Geräte für Sauerstoff- und Wärmetherapien nach den väterlichen Entwicklungen. Auch beschäftigte er über 100 Mitarbeiter in der 1972 gegründeten Firma Elfo AG in Sachseln im Kanton Obwalden in der Schweiz, die zunächst die Scherfolien für die Braun-Rasierer herstellt und seit 1976 in dem Kernbereich Kunststoffspritzguss sowie Werkzeug- und Formenbau tätig ist.
Erwin Brauns Sohn Karl-Walter Braun betreibt am gleichen Ort die Maxon Motor AG, die 1961 unter dem Namen Interelectric Sachseln AG von den beiden Brüdern Erwin und Artur Braun gegründet worden war.